# Spoorlijn Göttingen - Bodenfelde
De spoorlijn Göttingen - Bodenfelde, ook wel Oberweserbahn en in Göttingen Bodenfelder Bahn genoemd, is een spoorlijn in Nedersaksen en Hessen en is als spoorlijn 1801 onder beheer van DB Netze. Het enkelsporige, niet geëlektrificeerde zijlijn loopt van Göttingen naar Bodenfelde door het Weserbergland. De lijn ontsluit voornamelijk de regio, maar vroeger ook doorgaand verkeer, bijvoorbeeld de verbinding Düsseldorf - Göttingen.
Alleen naar Adelebsen bestaat er nog een goederenverbinding voor het vervoer van Basalt uit de daar gelegen steengroeve. 

## Tracéverloop
De spoorlijn verloopt ongeveer van het zuidoosten naar het zuidwesten, de belangrijkste tussenstops zijn Lenglern en Adelebsen.
De lijn takt tegenwoordig, ongeveer drie kilometer ten noorden van station Göttingen, af van de Hannoverse Zuidlijn bij de voormalige halte. Tot de bouw van de hogesnelheidslijn Hannover - Würzburg had de lijn zijn eigen spoor tot het station van Göttingen. Direct na de aansluiting met de Hannoverse Zuidlijn gaan de spoorlijn over de HSL, de Bundesstraße 3 en de rivier de Leine. Aan de westrand van het Leidedal gaan de lijn over de Bundesautobahn 7 en stijgt het tracé tot kort voor Lödingsen. Tussen Emmenhausen en Offensen loopt de lijn door het Natuurpark Münden. Van Lödingsen tot Bodenfelde volgt het tracé het riviertje de Schwülme tot deze bij Bodenfelde in de Wezer uitmondt. Dit trajectgedeelte wordt ook wel "Schwülmetalbahn" genoemd. Bij de halte Vernawahlshausen ligt de lijn kort in de deelstaat Hessen. Vanaf hier loopt de lijn parallel aan de Sollingbahn, waar pas bij Bodenfelde de lijnen met elkaar zijn verbonden.

## Geschiedenis

### Voorgeschiedenis en bouw
Al bij de planning van de spoorlijn Hannover - Kassel (geopend 1854-1856) waren er varianten ten westen van Göttingen in planning. Midden jaren 1860 werd een verbinding tussen Göttingen en de Carlsbahn bij Bad Karlshafen via Adelebsen onderzocht. Vooral een verbinding met Adelebsen was kansrijk door een belangrijke steengroeve daar. Deze spoorlijn was ook interessant voor het langeafstandsverkeer, doordat de spoorlijn Halle - Hann. Münden in 1867 vanaf Arenshausen naar Göttingen verbonden werd (Eichenberger Kurve), maar de verlenging naar Kassel was omstreden. Desalniettemin kwam de verbinding Arenshausen - Hann. Münden (- Kassel) in 1872 gereed. Tevens werd de iets noordelijker gelegen Sollingbahn via Uslar en Hardegsen in 1878 geopend. Daarmee zou het oost-westverkeer niet meer via Adelebsen hoeven, een extra langeafstandsverbinding was niet meer nodig. Er volgde drie decennia van discussies over de verbinding. Onder andere werd vanaf 1876 de westelijke verlenging van de smalspoorlijn Gartetalbahn via Adelebsen en Uslar naar Schönhagen (Han) (laatste werd onderdeel van de later spoorlijn Uslar - Schönhagen) gepland.
Vanaf ongeveer 1901 interesseerde de Preußische Staatseisenbahnen zich in deze regio. Op 25 juni 1904 besloot de Pruisische regering voor een pakket van meerde lokaal- en smalspoorlijnen, daaronder ook de verbinding van Göttingen naar Bodenfelde. Vanaf 1906 werd het tracé uitgemeten om in de voorjaar van 1908 de bouw te beginnen. De bouw werd kortstondig door een hoge waterstand van de Leine gehinderd, maar het terrein was niet problematisch. Zo kreeg de lokaalspoorlijn een maximale helling van 1:109, vlakker dan de hoofdlijnen Sollingbahn (Bodenfelde - Northeim) of de Dransfelder Rampe (Göttingen - Hann. Münden). De spoorlijn Göttingen - Bodenfelde werd op 15 augustus 1910 geopend.

### Tot 1945
De lokaalspoorlijn in de jaren '20 werd een van de rendabelste van het Duitse Rijk. In Adelebsen werd dagelijks 2.000 tot basalt uit drie steengroeven verladen. Tevens ontwikkelde op de lijn het langeafstandsverkeer. Van 1926 tot 1928 werden de stations in Lenglern, Adelebsen en Verliehausen uitgebreid. 
In de Tweede Wereldoorlog werd bij Lenglern een wapenfabriek op de lijn aangesloten. Bij gevechten in april 1945 werd ook deze spoorlijn, onder andere door een bombardement van een artillerietrein, beschadigd. Naar verluidt ontstond er schade in Emmenhausen als eerst, doordat de Amerikaanse troepen de gevechten voor filmopnames naspeelde en daarbij een goederenwagen met munitie lieten exploderen. De spoorlijn kon midden juni weer in gebruik genomen worden.

### 1950 tot 1989

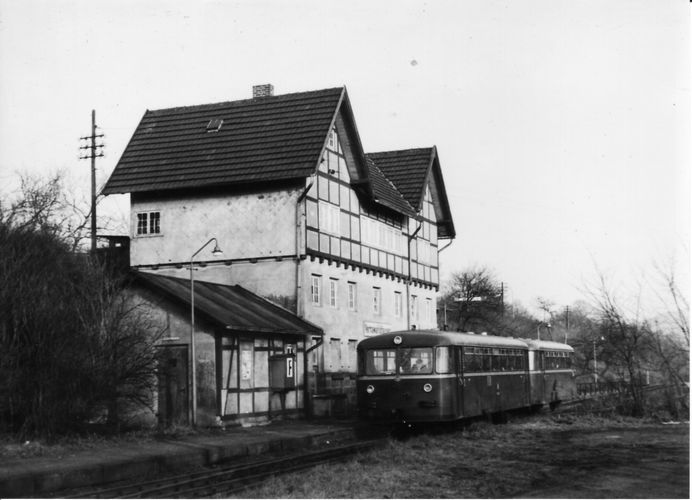
Een railbus rond 1970 aan de Göttinger zijde van het station Vernawahlshausen, achter het gebouw de Sollingbahn

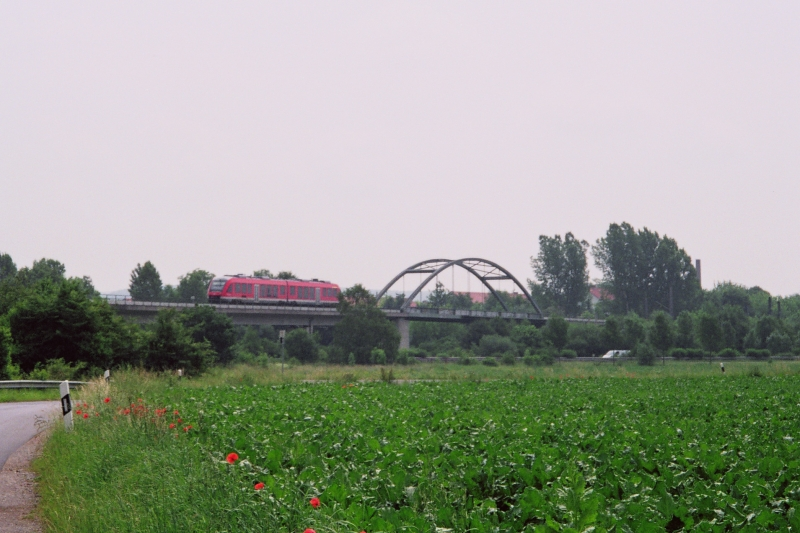
Bij de bouw van de HSL Hannover - Würzburg werd een lange brug voor de spoorlijn naar Bodenfelde gebouwd, die ook de latere B 3 overbrugt

In de jaren '50 en de vroege jaren '60 stijgt het verkeer nog eenmaal, maar bereikte niet het niveau van vroeger. De basaltmijnen rond Adelebsen werden heropend, tegenwoordig is er nog een dagbouwmijn in bedrijf. Daarvoor werd een houtzagerij verplaatst. Vanaf midden jaren '60 liep ook het reizigersverkeer terug. In 1973 werd de halte Eberhausen gesloten, in 1976 volgde Weende en in 1988 werden de haltes Lenglern, Emmenhausen en Verliehausen gesloten. Vanaf 1976 stopte alleen treinen aan deze spoorlijn in Vernawahlshausen, de treinen aan de Sollingbahn rijden voortaan deze halte voorbij. In hetzelfde jaar werd het stationsgebouw afgesloten. De Deutsche Bundesbahn wisselde meermaals tussen het sluiten op middellange termijn of de uitbouw van de lijn voor het langeafstandsverkeer Ruhrgebied - Göttingen. Tot op heden zijn beide plannen niet uitgevoerd.
Voor de bouw van de hogesnelheidslijn Hannover - Würzburg had de lijn een andere route naar Göttingen, deels over het huidige traject van de HSL. Het treinverkeer werd tot Weende provisorisch via de HSL omgeleid, totdat er een brug over de HSL en de nieuwe Bundesstraße 3 naar het oude tracé werd gebouwd. Deze sluit aan bij de voormalige halte Weende op de spoorlijn Hannover - Kassel. Daarmee waren eigenlijk de treinen naar Bodenfelde de eerste treinen die gebruik maakte van de hogesnelheidslijn.

### 2000 tot nu
In december 2005 werd na aanhoudende druk op de spoorwegen en het OV-bureau Nedersaksen (Landesnahverkehrsgesellschaft Niedersachsen) de in 1988 gesloten halte Lenglern heropend. De spoorlijn, die nog met mechanische seinhuizen in Adelebsen en Bodenfelde beveiligd was, werd vanaf oktober 2008 aangestuurd vanuit de elektronische treindienstleiderspost in Göttingen. De baanvaksnelheid blijft ondanks eerdere aankondigingen grotendeels op 60 km/h. Terwijl twee overwegen in Erbsen en Lödingsen in oktober/november 2013 door AHOB-overwegen beveiligd zijn, maar nog niet alle overwegen zijn beveiligd met slagbomen. Hierdoor is het niet mogelijk om de baanvaksnelheid te verhogen en soms moet er langzamer worden gereden. Vanaf eind 2009 kan tussen Offensen en Bodenfelde met 80 km/h worden gereden.

## Bediening
Vanaf 15 december 2013 is de treindienst op de lijn in handen van de NordWestBahn. Deze rijdt elke werkdag een uurfrequentie en breidde hiermee de bediening uit in vergelijking met de voorganger DB Regio. Deze reed vanaf december 2007 alleen eenmaal per twee uur welke voornamelijk door scholieren werd gebruikt. Door het ontbreken van voldoende kruisingsmogelijkheden (alleen in Adelebsen) werd, door het verhogen van de frequentie, de rijtijd verlengd met zes tot acht minuten en bedraagt nu rond de 50 minuten. In 2015 werd weer afgezien van een vaste uurdienst, de treinen rijden afwisselend met of zonder wachttijd in Bodenfelde.
De treinen rijden in Bodenfelde verder via de Sollingbahn tot Ottbergen. Vanaf december 2015 worden de treinen die uit Holzminden komen gekoppeld; deze rijden verder naar Altenbeken en Paderborn. In Ottbergen bestaat er een overstapmogelijkheid richting Höxter, Holzminden en Kreiensen. De NordWestBahn gebruikt driedelige dieseltreinstellen van het type Talent, DB Regio gebruikte hiervoor (tot 14 december 2013) een tweedelig dieseltreinstel van het type Coradia LINT. Tot 2005 waren de treinen van het type 614 en 628 actief op de spoorlijn. 
| Serie | Treinsoort                  | Route                                                                                           | Bijzonderheden                                                                       |
| ----- | --------------------------- | ----------------------------------------------------------------------------------------------- | ------------------------------------------------------------------------------------ |
| RB 85 | Regionalbahn (NordWestBahn) | Ottbergen – Lauenförde-Beverungen – Bodenfelde – Offensen (Kr Northeim) – Adelebsen – Göttingen | Oberweser-Bahn eenmaal per twee uur in het weekend, gekoppeld in Ottbergen aan RB 84 |

In 1910 waren er vijf reizigerstreinparen met een reistijd van 82 minuten, in 1937 waren dit tien treinparen en in de jaren '50 tussen de 13 en de 16 treinparen. Hieronder waren er ook enkele sneltreinen, die ook in Adelebsen stopten. Tot 1989 reden op de spoorlijn een sneltrein Ruhrgebied - Göttingen, dat nog in 1983 een D-trein was. De wagons werden in de laatste jaren in Bodenfelde als koerswagen aangekoppeld.

## Planning
Vanaf het jaar 2014 kwam de heropening van de halte Verliehausen ter spraken. In mei 2015 werd voor de heropening door het Nedersaksische Verkeersministerie gepleit. Een heropening is op (middel)lange termijn mogelijk.

## Aansluitingen
In de volgende plaatsen is of was er een aansluiting op de volgende spoorlijnen:
Göttingen
DB 1732, spoorlijn tussen Hannover en Kassel
DB 1733, spoorlijn tussen Hannover en Würzburg
DB 1800, spoorlijn tussen Göttingen en de aansluiting Grone
DB 3600, spoorlijn tussen Frankfurt en Göttingen
Bodenfelde
DB 2975, spoorlijn tussen Ottbergen en Northeim